# Antonio Tantardini

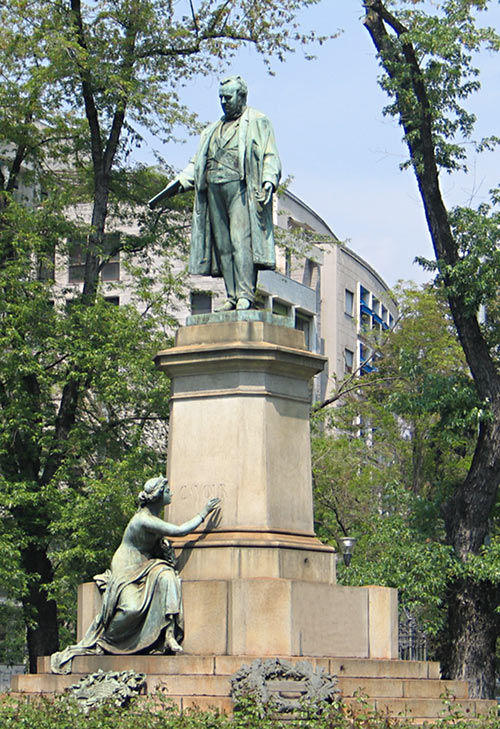
La Storia (collocata ai piedi del monumento al Cavour di Odoardo Tabacchi)

Antonio Tantardini (Milano, 12 giugno 1829 – Milano, 7 marzo 1879) è stato uno scultore italiano.

## Biografia

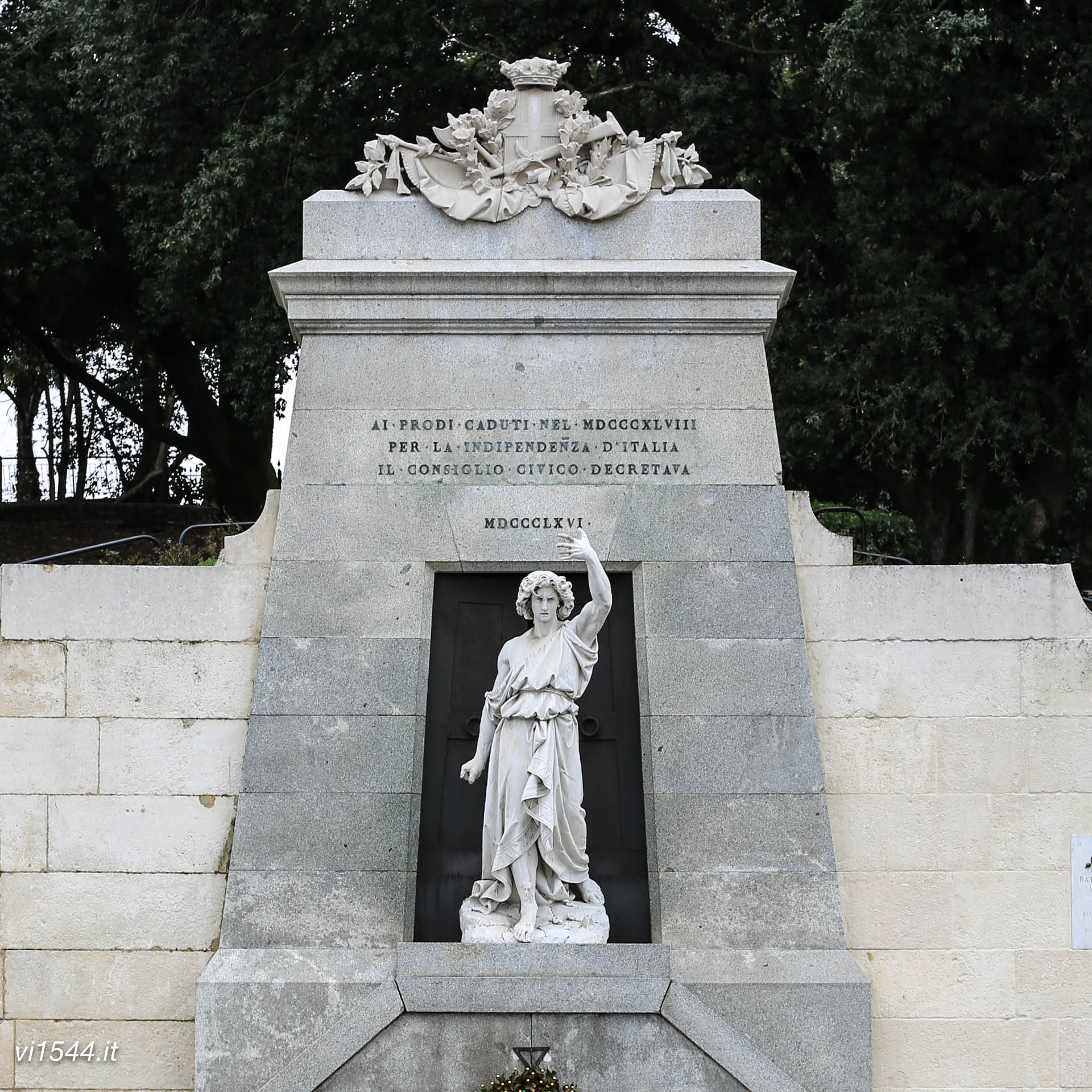
Antonio Tantardini, Genio dell'Indipendenza. Vicenza, Piazzale della Vittoria.

I suoi genitori erano originari di Viggiù e si trasferirono successivamente a Milano, città in cui frequentò l'Accademia di Belle Arti di Brera e fu allievo di Pompeo Marchesi. Fu uno scultore molto attivo, che acquistò notevole fama; morì nel 1879 a soli 50 anni, rimpianto da tutti. Non avendo eredi dispose dei legati a favore dell'Accademia di Brera ed ai suoi più affezionati ed affermati scolari.
Delle sue opere sono da segnalare i nudi muliebri che si impongono per nobiltà d'impianto, opulenza di forme, morbidezza di superfici.
Si ricordano: Schiava, che ebbe successo all'Esposizione Internazionale di Parigi del 1867, Leggitrice, Naiade (Pinacoteca Tosio Martinengo di Brescia) e, sempre a Brescia le tombe [Cesare Arici] e [Teodoro Lechi] al Cimitero Vantiniano. Due leoni sulla scalinata della Parrocchiale di Gussago alle porte di Brescia. La Storia (collocata ai piedi del monumento al Cavour di Odoardo Tabacchi), Faust e Margherita (Il bacio) in marmo, e il gesso Arnaldo da Brescia (Galleria d'Arte Moderna di Milano), la colossale statua del Mosè presso l'Arcivescovado di Milano, Nostalgia di Caino, Alessandro Volta (1878) presso l'Università di Pavia ed il busto di Angelo Mai (Pinacoteca di Bergamo).

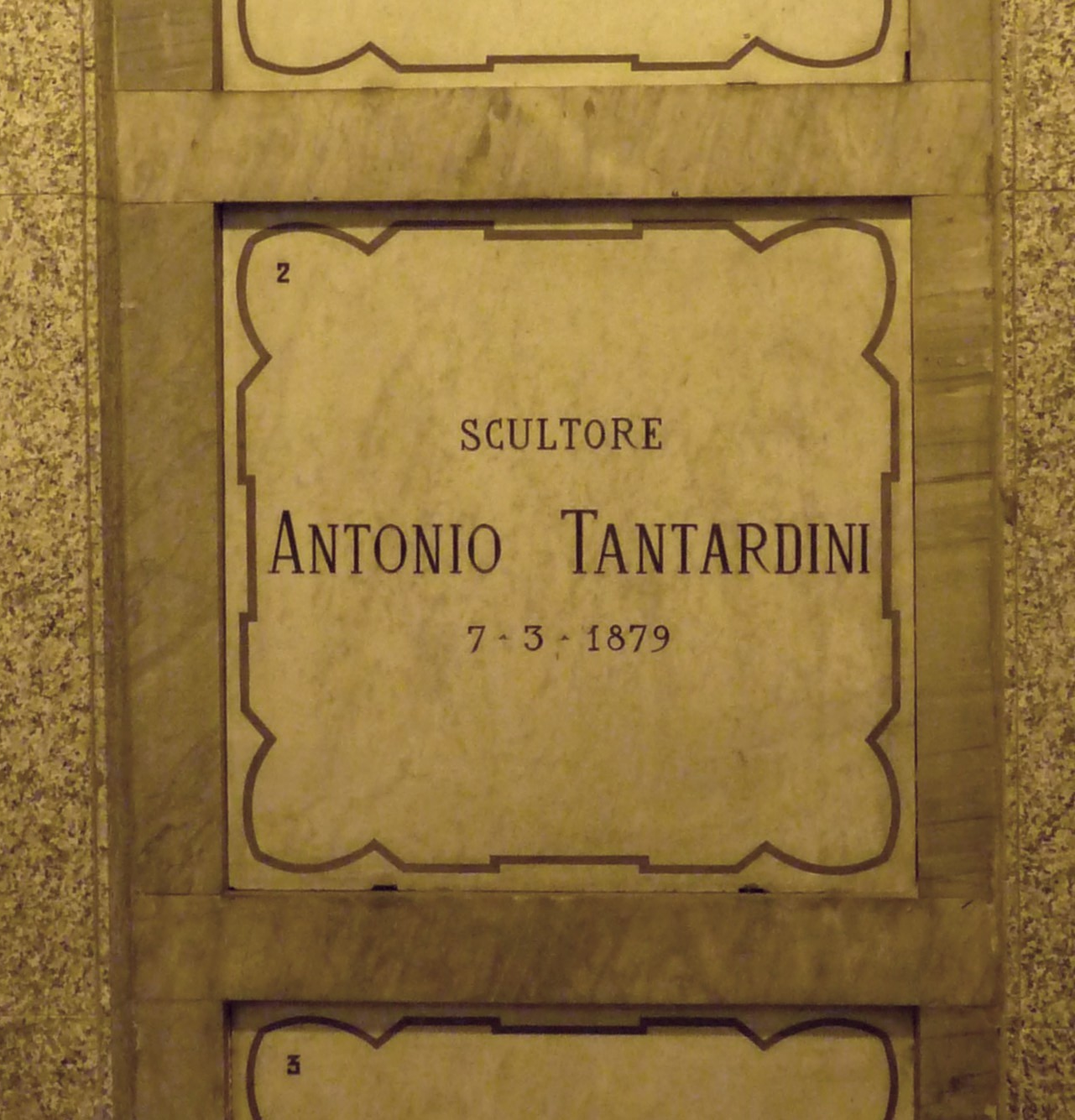
Celletta con i resti di Tantardini nella Cripta del Famedio del Cimitero Monumentale di Milano

In provincia di Varese, a Jerago con Orago, nella cappella della famiglia Bianchi, si trova l'Angelo pensoso ed il busto di Giovanni Bianchi; presso la Scuola Materna il busto di Ippolita Bianchi Gori. A Monza quattro leoni decorano le spallette del ponte sul Lambro chiamato appunto Ponte dei Leoni.
A Sant'Angelo Lomellina, in provincia di Pavia, si trova la statua l'Eroe sul monumento ai caduti in via Dott. Mazzini.

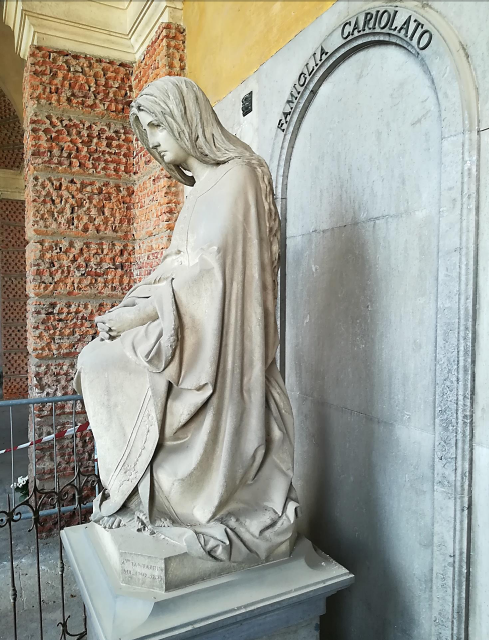
Monumento funebre per la famiglia Cariolato presso Cimitero Monumentale di Vicenza. Opera di Antonio Tantardini.

Nel 1871 Antonio Tantardini realizza la statua denominata Genio dell'Indipendenza per il Monumento ai Caduti del 1848 a Vicenza. Sempre a Vicenza realizza il monumento funebre per la famiglia Cariolato.
Dopo una prima sepoltura, i resti di Tantardini sono ora tumulati in una grande celletta al Cimitero Monumentale di Milano, nella Cripta del Famedio.